# Nico Parker

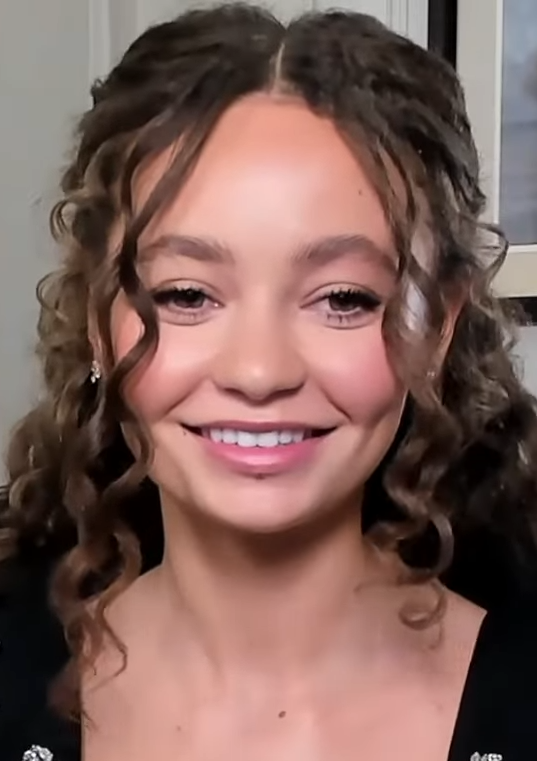
Nico Parker (2022)

Nico Parker (* 9. Dezember 2004 in Kensal Green, London) ist eine englische Schauspielerin. Sie wurde international bekannt durch die Rolle der Milly Farrier in dem Walt-Disney-Pictures-Film Dumbo unter der Regie von Tim Burton.

## Leben und Karriere
Nico Parker ist die Tochter des Regisseurs Ol Parker und der Schauspielerin Thandiwe Newton. Sie hat eine fünf Jahre ältere Schwester, Ripley, sowie einen acht Jahre jüngeren Bruder mit Namen Booker. Ihre Ausbildung erhielt sie an einer Privatschule in London.
Nico Parkers Debüt als Schauspielerin war die Rolle der Milly Farrier in dem Film Dumbo (2019) unter der Regie von Tim Burton. Im Jahr 2020 spielte sie in der Fernsehserie The Third Day an der Seite von Katherine Waterston und Jude Law. Es folgte 2021 die Rolle der Zoe im Science-Fiction-Film Reminiscence – Die Erinnerung stirbt nie mit Hugh Jackman in der Hauptrolle und an der Seite ihrer Mutter Thandiwe Newton. In der Fernsehserie The Last of Us, die seit Januar 2023 ausgestrahlt wird, tritt sie in der Rolle der Sarah Miller auf. 2025 war sie in dem Film Drachenzähmen leicht gemacht als Astrid Hofferson zu sehen.

## Filmografie (Auswahl)
- 2019:  Dumbo
- 2020: The Third Day (Fernsehserie, 3 Folgen)
- 2021: Reminiscence – Die Erinnerung stirbt nie (Reminiscence)
- 2023: The Last of Us (Fernsehserie, 2 Folgen)
- 2024: Suncoast
- 2025: Bridget Jones – Verrückt nach ihm (Bridget Jones: Mad About the Boy)
- 2025: Drachenzähmen leicht gemacht (How to Train Your Dragon)